# Kitiara Uth-Matar
Kitiara Uth-Matar es un personaje de la saga Dragonlance escrita por Margaret Weis y Tracy Hickman. Este personaje aparece en los mundos de Krynn, es la hija de Rosamun Aelan-Uth-Matar y de Lord Gregor Uth-Matar.
Hija de Rosamun Aelan-Uth Matar y de Gregor Uth-Matar, Caballero de Solamnia. Este último se marchó en busca de una mejor fortuna dejando abandonada a su hija con Rosamun, quien con el paso de los años se acabó casando con un leñador, Gilon Majere, con quién engendró dos hijos, gemelos, los hermanastros de Kitiara.
Ella es la responsable de que el más débil de los dos siguiera con vida debido a darle masajes en los pies tal y como le recomendó la partera, que no tenía mucha esperanza de que el pequeño sobreviviera. La madre de Kitiara cayó enferma debido a haberle sido negado el desarrollo de la magia que poseía y solía pasarse la vida en su cama, viviendo en otro mundo, por lo cual Kitiara se ocupó de atender a los pequeños, Caramon y Raistlin, enseñándoles técnicas guerreras y a luchar con la espada, tal y como le enseñó su padre. Caramon aprendía rápido y era capaz de defenderse solo, pero Raistlin, el más débil, no conseguía seguir el ritmo y pronto se cansaba.
Kitiara, quería marchar de Solace, donde vivían, para buscar a su padre, pero tenía miedo de que Caramon no pudiera cuidar debidamente a su hermano y viendo el interés de éste por la magia, lo mandó a la escuela de hechicería cercana. Ella dejó Solace en busca de nuevas de su progenitor y acabó como mercenaria en ejércitos en los que rápidamente ascendía debido a su astucia, capacidad de lucha, y capacidad de seducción. Tan solo volvió a Solace en el día del funeral de su madre. A partir de ahí, siguió buscando a su padre sin resultado y acabó enrolada en el ejército de la Reina de la Oscuridad (Takhisis) convirtiéndose en Señora del Dragón, concretamente del Ala Azul de sus ejércitos.
Años más tarde, se alió con el Caballero de la Muerte, Lord Soth, y desde el alcázar de Daargard tramaba planes para conquistar Ansalon y ofrecérselo a Takhisis. Cuando su hermano Raistlin, ya envestido como archimago y señor de la Torre de Hechicería de Palanthas, le hizo partícipe de sus planes para convertirse en dios y le ofreció aliarse con él, Kitiara inició un peligroso juego, oscilando su fidelidad entre su hermanastro y su reina. 
Se hizo amante de Dalamar, el Oscuro; aprendiz de Raistlin, y finalmente decidió apoyar a su reina y traicionar a Raistlin. En el ataque que desató sobre Palanthas para preparar la llegada de Takhisis, penetró una vez más en la Torre de Palanthas, donde intentó asesinar a Dalamar para que no pudiera ayudar al archimago a volver al plano mortal. Sin embargo el elfo oscuro resultó ser un rival de altura y acabó con su vida.
Mientras moría a causa de las batalla contra Dalamar, Kitiara descubrió que el caballero espectral Lord Soth, quien creía un siervo o quizá un aliado, deseaba convertirla en su compañera no-muerta. Aterrada, le imploró a Tanis que preservase su alma a salvo del caballero no-muerto. Sin embargo Tanis, ante la perspectiva de morir y perder de esta forma a su mujer Laurana, la elfa, Tanis se liberó de la última de sus indecisiones humanas y permitió a Soth adueñarse del cuerpo de Kitiara.
Sin embargo, Lord Soth fracasó al intentar hacerse con el alma de la mercenaria, ya que fue absorbido a las nieblas de Ravenloft. Más adelante en la historia se llega a mencionar que se está preparando un juicio contra ella por parte de Takhisis, y en otro punto que está sufriendo un bien merecido tormento eterno por sus muchos crímenes, pero también existe una mención a que su alma está presa en un recipiente.